# Дяченко Артур Олегович
Арту́р Оле́гович Дяче́нко — капітан Збройних сил України, учасник російсько-української війни, що відзначився під час російського вторгнення в Україну в 2022 році.

## Життєпис
Артур Дяченко навчався в Криворізькому військовому ліцеї з посиленою військово-фізичною підготовкою, де був заступником командира взводу. Потім вступив на омріяний факультет Високомобільних десантних військ Національної академії сухопутних військ імені гетьмана Петра Сагайдачного у Львові, але закінчив у 2014 році Одеську академію. Під час АТО служив на різних посадах у 80-й та 95-й десантно-штурмових бригадах. Обіймав посади командира взводу снайперів, заступника командира роти з повітряно-десантної підготовки, командира роти охорони, потім — оперативного чергового бригади, старшого помічника начальника оперативного відділу бригади. З початком повномасштабного російського вторгнення в Україну перебував на передовій. На посаді командира роти разом із бойовими побратимами обороняв Київ. Зокрема, на 51-му кілометрі Житомирської траси за особистої участі Артура Дяченка знищено ворожий танк, БМП і понад три десятки окупантів. За участь у цій операції офіцера нагороджено орденом Богдана Хмельницького ІІІ ступеня. Пізніше обійняв посаду заступника командира батальйону 46-ї окремої аеромобільної бригади. Був важко поранений 6 серпня 2022 року поблизу Білогірки на Херсонщині, де разом з бійцями штурмової групи у складі розвідвзводу та 9-ї роти потрапили під обстріл пари ворожих танків. Артур Дяченко після кількамісячного виснажливого лікування восени 2022 року вступив до Командно-штабного інституту застосування військ (сил) Національного університету оборони України імені Івана Черняховського.

## Родина
Батько Олег Валентинович служить у підпорядкуванні сина — водієм. Дружина Олена.

## Нагороди
- орден Богдана Хмельницького III ступеня (2022) — за особисту мужність і самовіддані дії, виявлені у захисті державного суверенітету та територіальної цілісності України, вірність військовій присязі[2].